# Cyathea dicksonioides
Cyathea dicksonioides és una espècie de falguera arborescent originària del nord-est de Nova Guinea, on creix en prats a altituds de 2600 a 2900 m. És una espècie relativament poc comuna. El tronc por arribar a medir 3 m i al voltant de 20 cm de diàmetre. Les frondes són bipinades o tripinades i fan 1 m aproximadament. Formen una aglomeració irregular, ja que estan drets i eriçats. Les frondes es formen en dues espirals de 10 a 12 frondes cadascuna, amb la part interior de les dues espirals doblegada cap avall cap al tronc. L'estípit està cobert d'escates que són estretes, pàl·lides i de vores fràgils. Surten de dos a quatre sori per folíol fèrtil. Estan cobertes per un ferma i pàl·lid indusi que té l'aspecte de campana.